# 잔토신
잔토신(영어: xanthosine)은 잔틴과 리보스의 결합으로 생성되는 뉴클레오사이드이다. 잔토신은 7-메틸잔토신 생성효소의 작용에 의해 7-메틸잔토신으로 전환될 수 있다. 7-메틸잔토신은 테오브로민(초콜릿에 들어있는 활성 알칼로이드)의 전구물질이며, 테오브로민은 커피와 차에 들어있는 알칼로이드인 카페인의 전구물질이다.

## 같이 보기
- 잔토신 일인산 (XMP)
- 잔토신 삼인산 (XTP)